# Тригонометричний ряд
У математиці тригонометричний ряд — це ряд вигляду:
{\displaystyle {\frac {A_{0}}{2}}+\displaystyle \sum _{n=1}^{\infty }(A_{n}\cos {nx}+B_{n}\sin {nx}).}
Його називають рядом Фур'є, якщо доданки {\displaystyle A_{n}} і {\displaystyle B_{n}} мають вигляд:
{\displaystyle A_{n}={\frac {1}{\pi }}\displaystyle \int _{0}^{2\pi }\!f(x)\cos {nx}\,dx\qquad (n=0,1,2,3\dots )}
{\displaystyle B_{n}={\frac {1}{\pi }}\displaystyle \int _{0}^{2\pi }\!f(x)\sin {nx}\,dx\qquad (n=1,2,3,\dots )}
де {\displaystyle f} є інтегровною функцією .

## Нулі тригонометричного ряду
Унікальність і нулі тригонометричних рядів активно досліджували в Європі XIX століття. По-перше, Георг Кантор довів, що якщо тригонометричний ряд збіжний до функції {\displaystyle f(x)} на інтервалі {\displaystyle [0,2\pi ]}, яка тотожно дорівнює нулю або, загальніше, відмінна від нуля не більше ніж у скінченній кількості точок, то всі коефіцієнти ряду дорівнюють нулю.
Пізніше Кантор довів, що навіть якщо множина S, на якій {\displaystyle f} відмінна від нуля, є нескінченною, але похідна множина S' від S скінченна, то всі коефіцієнти дорівнюють нулю. Насправді він довів загальніший результат. Нехай S0 = S і Sk+1 — похідна множина від Sk. Якщо існує скінченне число n, для якого Sn скінченна, то всі коефіцієнти дорівнюють нулю. Пізніше Лебег довів, що якщо існує зліченно нескінченний ординал α такий, що Sα скінченна, то всі коефіцієнти ряду дорівнюють нулю. Робота Кантора над проблемою унікальності, як відомо, привела його до винаходу трансфінітних порядкових чисел, які з'явилися як індекси α в Sα.